# Катон-Карагайский сельский округ
Катон-Карагайский сельский округ (каз. Қатонқарағай ауылдық округі) — административно-территориальное образование в Катон-Карагайском районе Восточно-Казахстанской области.
Административный центр сельского округа находится в с. Катон-Карагай.

## Населённые пункты
- с. Жана-Ульга
- с. Кабырга
- с. Катон-Карагай
- с. Мойылды
- с. Шынгыстай

## Экономика
ТОО «Крестьянское хозяйство «Ай-Марал» в селе Катон-Карагай занимается разведением и выращиванием ослов, мулов, ишаков, оленей, верблюдов. Так же развито производство кумыса.